# جون باركلي (سياسي)
جون باركلي (بالإنجليزية: John Barclay) هو سياسي أمريكي، ولد في 22 يناير 1749 في مقاطعة باكز في الولايات المتحدة، وتوفي في 15 سبتمبر 1824 في مقاطعة فيلادلفيا في الولايات المتحدة. انتخب عضو مجلس ولاية بنسيلفانيا.